# Superjednostka
Superjednostka – budynek mieszkalny w Katowicach, usytuowany w dzielnicy Śródmieście, przy alei W. Korfantego 16-32, w pobliżu ronda gen. J. Ziętka. Wzniesiony został w drugiej połowie lat 60. XX wieku według projektu architekta Mieczysława Króla i konstruktora Franciszka Klimka. Jest jednym z największych budynków tego typu w Polsce, w którym znajdują się łącznie 764 mieszkania. Jest w zarządzie Katowickiej Spółdzielni Mieszkaniowej.

## Historia

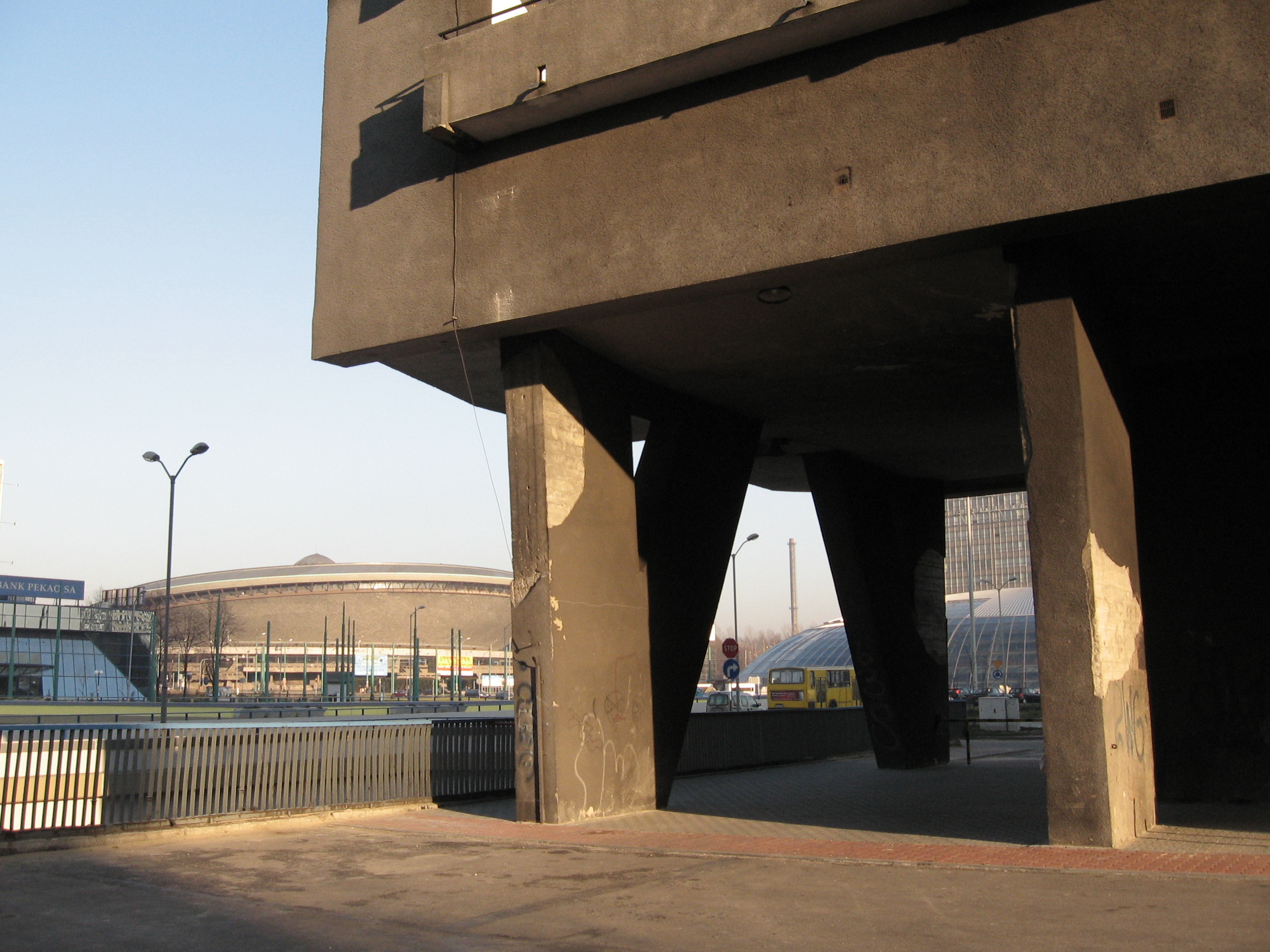
Północne filary Superjednostki w grudniu 2006 roku; w tle Spodek

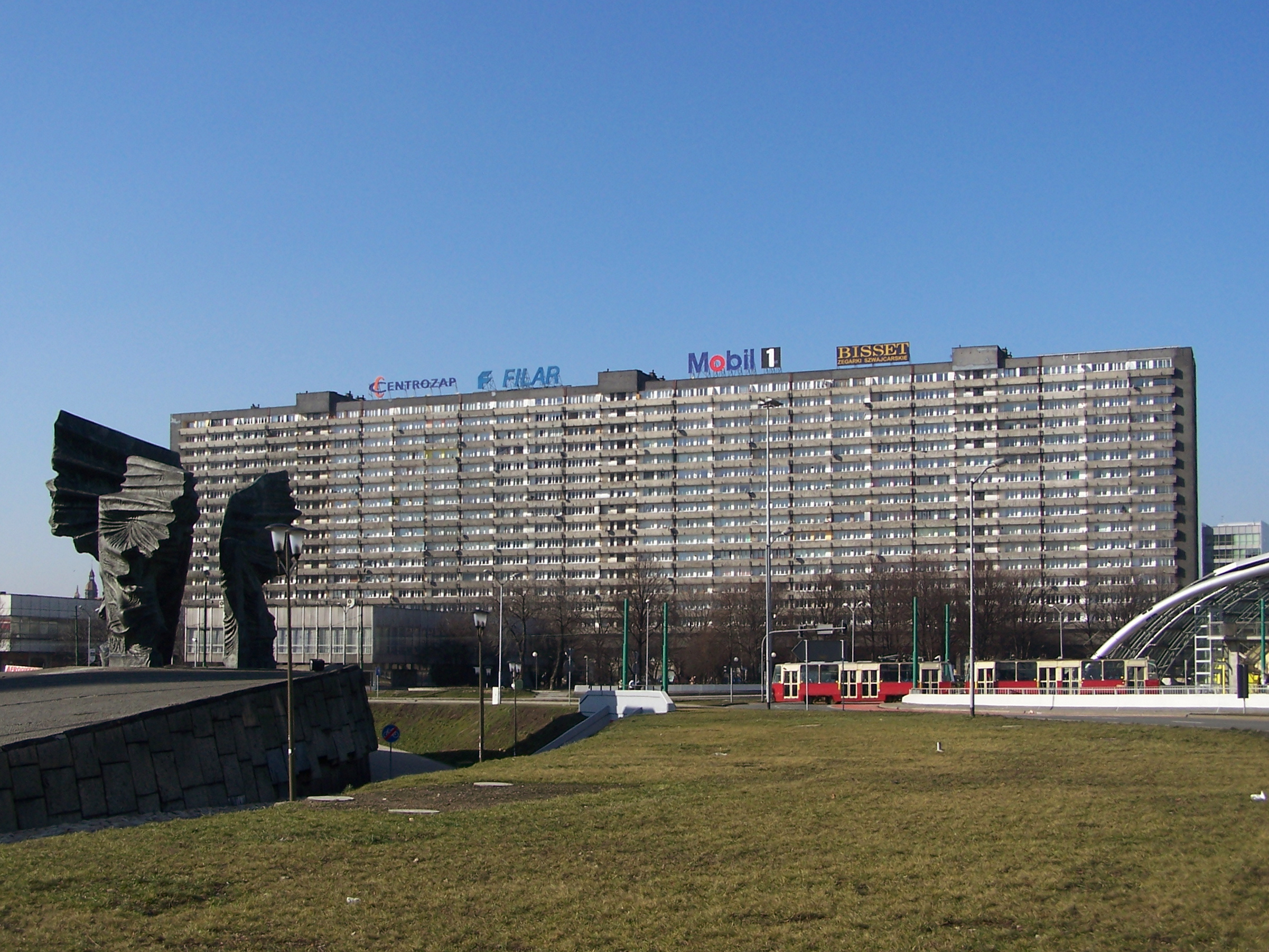
Superjednostka w lutym 2007 roku; widok z alei W. Roździeńskiego

Początki Superjednostki, pierwotnie nazywanej Skomasowaną Jednostką Mieszkaniową, sięgają lat 60. XX wieku, kiedy to podjęto decyzję o przebudowie centrum Katowic. Po zachodniej stronie ówczesnej ulicy Armii Czerwonej zaplanowano tzw. „Blok Zachód”, gdzie miały stanąć pawilony handlowo-usługowe, biurowiec oraz wieżowiec mieszkalny (późniejszy Ślizgowiec).
Projekt techniczny Superjednostki, opracowany przez architekta Mieczysława Króla i konstruktora Franciszka Klimka z katowickiego „Miastoprojektu” powstał w 1965 roku. Inwestorem budynku była Katowicka Międzyzakładowa Spółdzielnia Mieszkaniowa. Na budowę wybrano miejsce, gdzie pierwotnie stała kuźnica, a następnie uruchomiona w 1852 roku huta „Marta”, która działała do 1928 roku.
Jeszcze w 1964 roku wykonano całą płytę fundamentową. 29 grudnia 1965 roku przystąpiono do Miejskiej Rady Narodowej w Katowicach o zezwolenie budowlanie, a prace rozpoczęto ostatecznie w 1966 roku. Zakończono je w 1970 roku, a pierwsze mieszkania zasiedlano, gdy pozostałe segmenty Superjednostki były jeszcze w budowie – część najbliżej późniejszego ronda gen. J. Ziętka pod koniec 1968 roku, później środkową część, a na końcu, w marcu 1969 roku, segment od strony Rynku. W różnych źródłach podawane są też inne okresy budowy Superjednostki: 1964–1968, 1966–1970 bądź 1967–1972.
Superjednostka w chwili ukończenia była największym budynkiem mieszkalnym w Polsce; pozostała nim do 1973 roku, kiedy to ukończono budowę gdańskiego Falowca. Stanowiła ona wzór dla późniejszych polskich realizacji tego typu, w tym m.in. na osiedlu Skrzetusko w Bydgoszczy. Wcześniej, bo 8 września 1967 roku prezydent Francji Charles de Gaulle, będąc z oficjalną wizytą w Polsce, podczas spaceru po Katowicach z gen. Jerzym Ziętkiem porównał Superjednostkę do modernistycznego bloku marsylskiego z 1952 roku autorstwa Le Corbusiera.
W 1994 roku budynek uzyskał status osiedla mieszkaniowego. W tym też okresie na dachu budynku zamiast neonu z napisem „Nasze serca, myśli, czyny tobie socjalistyczna ojczyzno” (pisany dużymi literami) oraz herbu Katowic były montowane różne logotypy i neony firm. W latach 2009–2011 przeprowadzono gruntowny remont elewacji budynku. W 2010 roku w związku z promocją miasta jako „Miasta Ogrodów” na balkonach gmachu pojawiło się kilka tysięcy donic z kolorowymi kwiatami. W 2011 roku w Superjednostce mieszkało 1 097 osób – prawie połowa z nich była osobami w wieku co najmniej 55 lat. W 2014 roku powstał film dokumentalny w reżyserii Teresy Czepiec pn. Superjednostka.

## Architektura

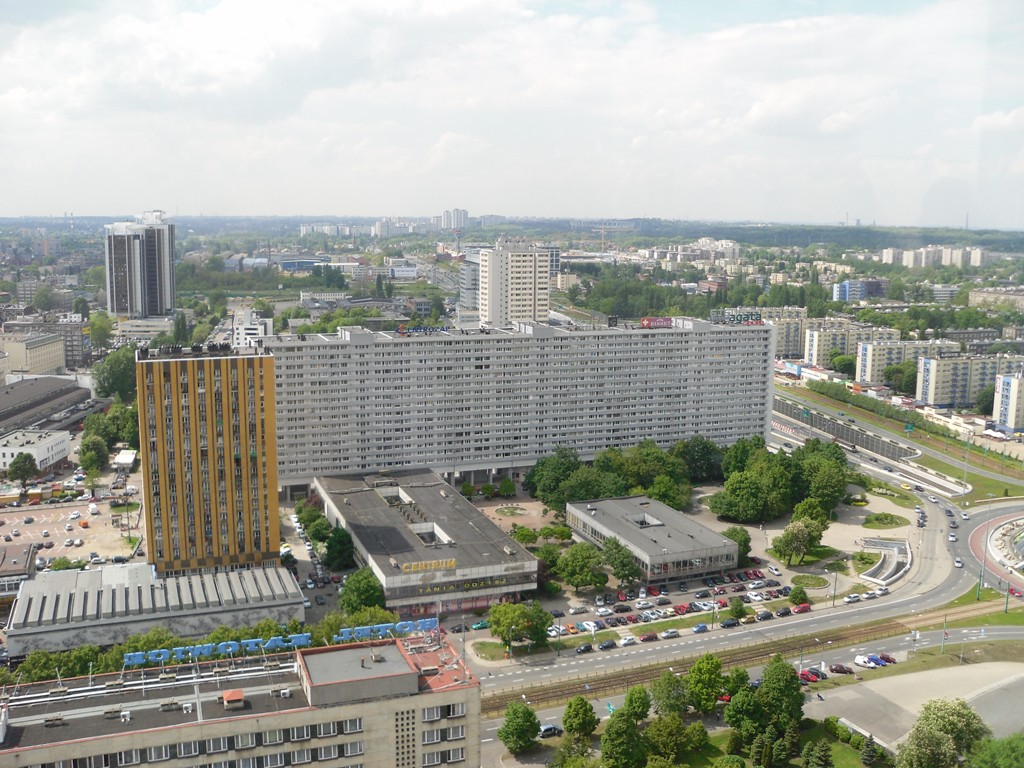
Superjednostka widziana z górnych pięter wieżowca Altus (2011)

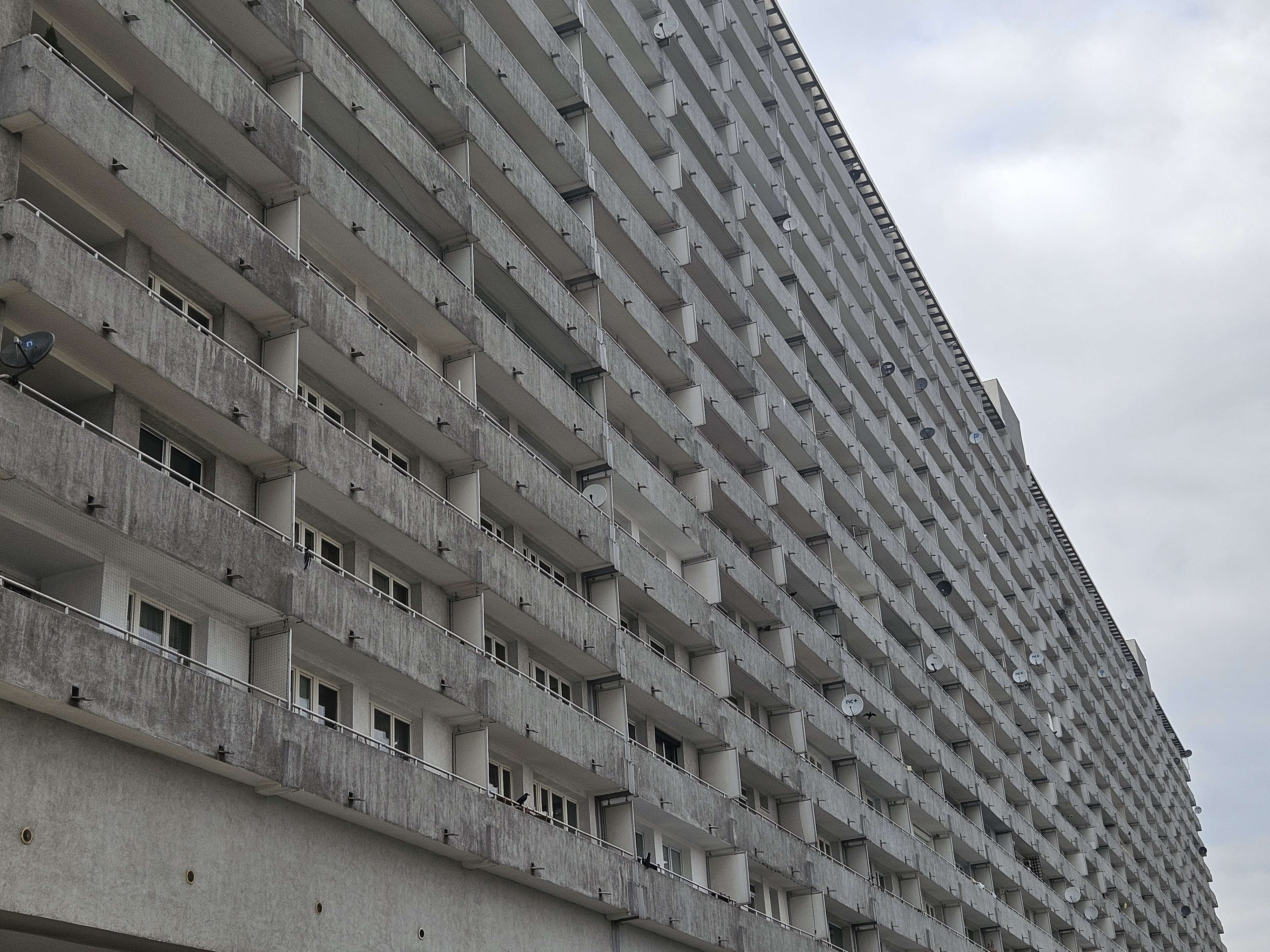
Fragment frontowej elewacji Superjednostki (2024)

Superjednostka to blok mieszkalny położony przy alei W. Korfantego 16, 18, 20 (I wejście), 22, 24, 26 (II wejście), 28, 30 i 32 (III wejście) w Katowicach, na terenie dzielnicy Śródmieście, w sąsiedztwie ronda gen. J. Ziętka.
Jest jednym z największych obiektów mieszkalnych w Polsce. Powierzchnia zabudowy budynku wynosi 9 817 m², powierzchnia całkowita 42 588 m² (w tym części mieszkalnej 33 683 m², powierzchnia użytkowa 37 349 m², a kubatura 187 725 m³. Długość Superjednostki wynosi 187,5 m, natomiast szerokość 17 m. Liczy 18 kondygnacji, w tym 17 nadziemnych (parter, piętro techniczne i 15 pięter mieszkalnych) i 1 podziemną. Wysokość strukturalna budynku wynosi 58 m (bądź 51 m, a według pierwotnego projektu 56 m), a wysokość architektoniczna 61 m.
Składa się z trzech segmentów, z których każdy podzielony jest na trzy sekcje, w których znajduje się po jednym głównym wejściu. Znajduje się łącznie 9 klatek schodowych (po trzy na jeden segment) oraz zsypy, a także 12 wind, które zatrzymują się na co trzecim piętrze (piętra: 0, 2, 5, 8, 11 i 14). 
Cały gmach wybudowany jest na 72 żelbetowych, antropomorficznych filarach (fr. pilotis) w kształcie litery „V”. Pomiędzy nimi znajdują się lokale użytkowe, a pod budynkiem się droga dojazdowa wraz z garażami, których powstało pierwotnie 175 (średnio na co czwarte mieszkanie). Fundamenty gmachu są żelbetowe, ściany nośne wykonane są z prefabrykatów żelbetowych wypełnianych bloczkami PSG, a ściany wewnętrze z bloczków gazobetonowych i cegły dziurawki. Elewacja Superjednostki utrzymywana jest w szaro-stalowych barwach – pierwotnie wykończono ją tynkami szlachetnymi.
W Superjednostce w 2013 roku znajdowało się 296 mieszkań typu M-3 (o powierzchni 38 m²), 405 typu M-4 (44-45 m²) i 60 typu M-5 (57 m²) (w 2021 roku było ich łącznie 764, a zamieszkiwały je łącznie 1 051 osób). 60 z nich, z racji usytuowania na dwóch krańcach Superjednostki, mają okna na dwie strony. We wszystkich lokalach zaprojektowano ślepe kuchnie. Mieszkania wykończono pierwotnie podłogami z PVC i lastriko, a w pomieszczeniach gospodarczych gładzią cementową. W budynku nie ma kaloryferów (poza piętrem technicznym) – ogrzewanie odbywa się za pomocą dwustronnych ścian grzewczych zamontowanych w większości mieszkań. Każde mieszkanie posiada także własny balkon. Większość mieszkań była przeznaczona była dla osób samotnych i bezdzietnych, co argumentowano śródmiejską lokalizacją utrudniającą możliwość rekreacji.
Blok jest zarządzany przez Administrację Osiedla Superjednostka Katowickiej Spółdzielni Mieszkaniowej z siedzibą przy alei W. Korfantego 32/11.

## Projekt

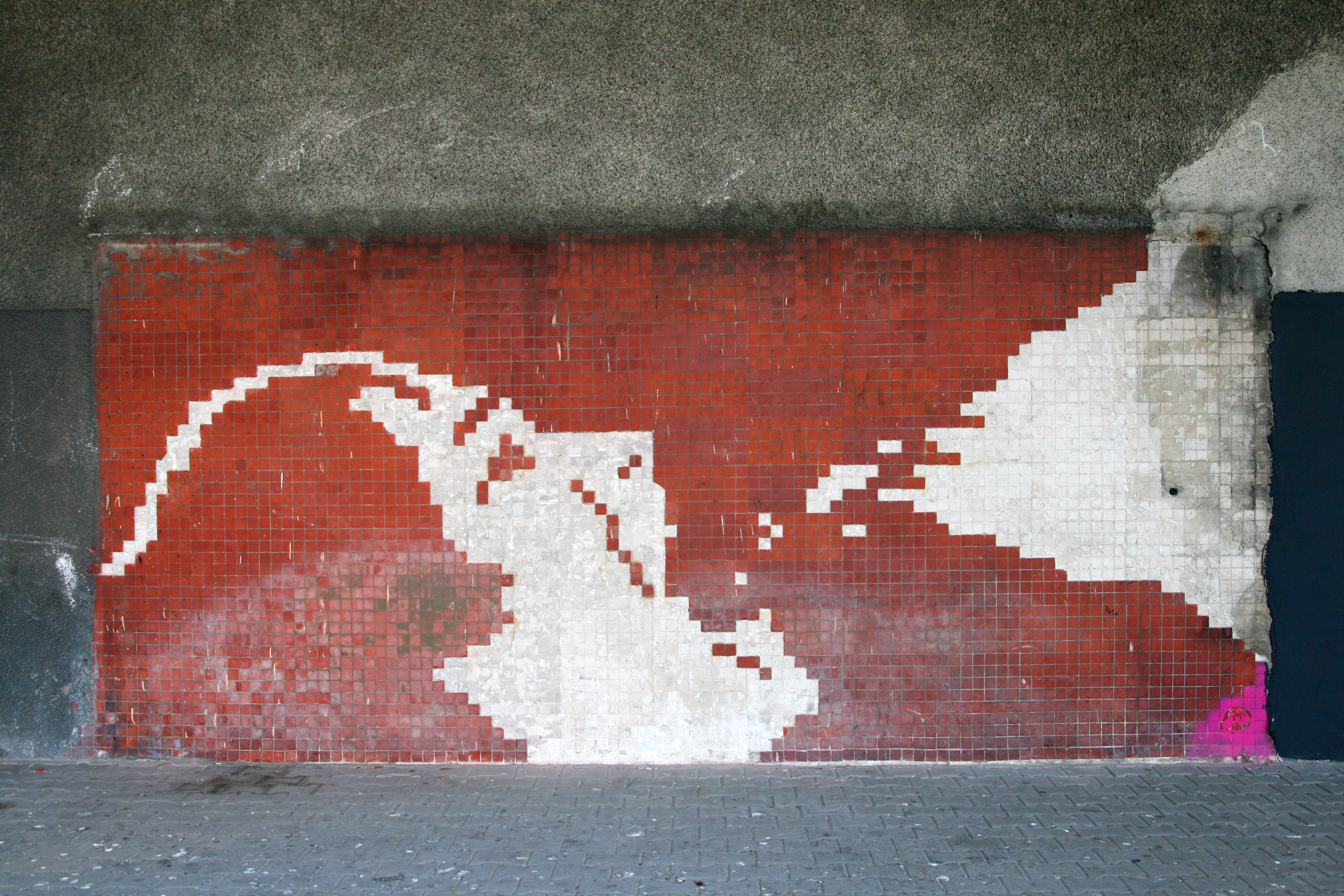
Terakotowa mozaika w przyziemiu Superjednostki (2009)

Superjednostkę, reprezentującą cechy stylu brutalizmu, zaprojektował Mieczysław Król – jego plany jednak znacznie zredukowano pod względem jakościowym. Pierwotnie architekt zaprojektował duże i dwupoziomowe przeszklenia parteru na obu krótkich elewacjach w podcieniach pod słupami, ale po remoncie pozostały tam tylko szare drzwi na tle szarych ścian. Architekt wyposażył też wszystkie balkony w szyby zbrojone oddzielające lokatorów od ich sąsiadów, ale po remoncie pozostawiono tam tylko szare płyty, które blokują światło w przeciwieństwie do oryginału.
Pomimo podobnej architektury katowicki blok poprzez brak dwupoziomowych i dwustronnych mieszkań oraz ogrodu na dachu z basenem jest jednak znacznie uboższą wersją francuskich realizacji idei Le Corbusiera. Ponadto Le Corbusier zawsze instalował w swoich blokach mieszkalnych drzwi balkonowe celowo otwierane tylko na zewnątrz, czyli w stronę balkonów (lub też stosował jeszcze nowocześniejsze okna tarasowe, przesuwne w swoim ostatnim bloku w Firminy, który powstał równocześnie z Superjednostką), aby nie zabierać mieszkańcom miejsca w salonach, a nie instalował ich z możliwością otwierania skrzydeł do środka tak jak w katowickiej Superjednostce. 
Pierwotnie architekt Superjednostki zaproponował w celu wykonania okien „listwy drewniane, lakier bezbarwny”, ale po remoncie budynku wszystkie okna miały już białą stolarkę okienną, której konsekwentnie unikał w swoich blokach mieszkalnych Le Corbusier ze względów praktycznych i estetycznych, będąc zwolennikiem okien dębowych, nie lakierowanych na żaden kolor. Po remoncie Superjednostki usunięto także oryginalną mozaikę z czerwonej terakoty, która wyróżniała wszystkie trzy wejścia do budynku na parterze.